# Pin (arbore)
Pinul (Pinus),  este un gen de plante din familia  Pinaceae, orginar din emisfera nordică  și  cuprinde peste 80 specii de arbori (mai rar arbuști) rășinoși, având scoarța roșie.

## Caracteristici
- Rădăcinile sunt pivotante și au ramificații viguroase.
- Coroana este regulat-conică, sau la unele specii poate fi neregulat-lățită, iar la maturitate ramurile cresc orizontal, fiind dispuse regulat-verticilat.

- Frunzele acestui gen sunt aciculare, persistente și dispuse în mănunchiuri de câte 2-5, învelite la bază de o teacă comună, membranoasă.

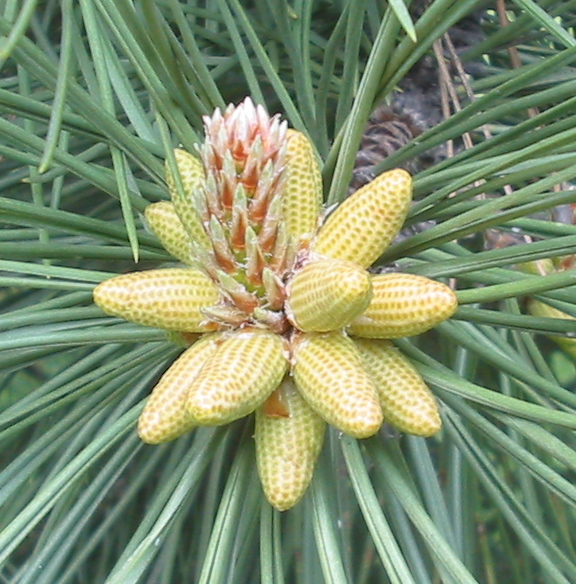
Conuri de pin

- Florile sunt unisexuat-monoice; cele femele sunt elipsoidale sau conice, cu carpele solzoase, având la bază 2 ovule care se transformă în semințe; cele mascule sunt grupate sub formă de amenți cu numeroase stamine.

- Conurile sunt drepte, orizontale sau pendente, simetrice sau asimetrice, de mărimi și forme variabile, având solzi lemnoși imbricați, fără bractee.

- Semințele sunt ovate, aripate, de culoare gri.

## Înmulțire
Se înmulțește prin semințe, înmulțirea pe cale vegetativă fiind foarte dificilă .

## Utilizare
Se folosesc în parcuri și grădini. Din lemnul unor specii de pin se obține prin distilare uscată un gudron medicinal folosit în dermatologie (Pix liquida).

## Moduri de scriere a genului Pinus la diverși autori
- Pinus, întâlnit în Milea Preda, Dicționar dendrofloricol 1989

## Specii
Din cele peste 80 specii, mai cunoscute sunt următoarele:	
- Pin roșu,  (Pinus banksiana  Lamb.)
- Zâmbru, (Pinus cembra L.)
- Pin de Himalaya, (Pinus excelsa  Wall.)
- Pin maritim, (Pinus maritima)
- Jneapăn, (Pinus mugo Turra. sin.: Pinus montana Mill.), sin.: Pin de munte
- Pin negru, (Pinus nigra Arn., sin.: Pinus laricio Poir.), sin.: Pin austriac
- Coconar, (Pinus pinea L.), sin.: Pin umbrelă
- Pin galben,  (Pinus ponderosa.)
- Pin pitic, (Pinus pumila Rgl.)
- Pinul strob, (Pinus strobus L.), sin.: Pin neted
- Pin de pădure, (Pinus sylvestris L.)

## Legături externe
- „Pinus” în Dicționar dendrofloricol la DEX online